# 勇輝瞬臣
勇輝 瞬臣（ゆうき しゅんじ、1989年9月7日 - ）は、陸奥部屋に所属した元大相撲力士。本名は山崎 勇大。身長181.2cm、体重135.4kg。最高位は西幕下20枚目（2022年3月場所）。現在は世話人。

## 来歴
宮崎県宮崎市出身。陸奥部屋に入門し、2005年3月場所で初土俵を踏む。大相撲の歴史上、宮崎県からの新弟子は少ない傾向にあったため、普通ではない選択をしようと入門に至った。四股名は最初は本名から「勇大」と名乗った。当初は序ノ口と序二段を往復する場所が続いたが、2009年9月場所で三段目に初めて昇進した。3度目の三段目昇進の2010年9月場所「勇輝」に改名。2014年7月場所で幕下に初昇進。2019年7月場所で7度目の幕下昇進以降、幕下に定着した。2022年2月の花相撲から弓取を始め、以後、巡業や花相撲で相撲甚句と弓取を担当した。2023年7月場所10日目からそれまで弓取式をしていた聡ノ富士が休場、その代役で土俵に上がり、この場所は千秋楽まで弓取式を務めた。翌場所から正式に弓取り力士として起用された。2024年1月場所初日から翌3月場所7日目まで聡ノ富士に譲ったが、8日目から千秋楽まで再び弓取式を務めた。同場所限りで引退、世話人に採用された。同年4月に陸奥部屋の閉鎖に伴い、音羽山部屋所属となった。体力の限界で引退した訳ではないため、7月場所前には稽古場で霧島の一丁押しの相手をしている様子が伝えられた。

## 主な成績
- 通算成績：378勝400敗6休(113場所)

| | 一月場所 初場所（東京） | 三月場所 春場所（大阪）  | 五月場所 夏場所（東京） | 七月場所 名古屋場所（愛知） | 九月場所 秋場所（東京） | 十一月場所 九州場所（福岡） |
| --- | ----------------------- | ------------------------ | ----------------------- | --------------------------- | ----------------------- | --------------------------- |
| 2005年 （平成17年） | x                       | （前相撲）               | 東序ノ口36枚目 1–6      | 西序ノ口36枚目 4–3          | 西序二段129枚目 1–6     | 西序ノ口19枚目 4–3          |
| 2006年 （平成18年） | 西序二段112枚目 1–6     | 東序ノ口14枚目 3–4       | 西序二段129枚目 3–4     | 西序ノ口7枚目 2–5           | 西序ノ口20枚目 4–3      | 西序二段107枚目 3–4         |
| 2007年 （平成19年） | 西序ノ口筆頭 4–3        | 西序二段91枚目 2–5       | 東序二段117枚目 3–4     | 東序ノ口2枚目 4–3           | 東序二段99枚目 3–4      | 東序二段118枚目 3–4         |
| 2008年 （平成20年） | 西序ノ口5枚目 5–2       | 東序二段73枚目 4–3       | 西序二段47枚目 3–4      | 西序二段68枚目 4–3          | 西序二段44枚目 4–3      | 西序二段16枚目 3–4          |
| 2009年 （平成21年） | 東序二段39枚目 5–2      | 西序二段3枚目 2–5        | 東序二段36枚目 4–3      | 東序二段13枚目 4–3          | 東三段目95枚目 2–5      | 西序二段17枚目 4–3          |
| 2010年 （平成22年） | 西三段目98枚目 3–4      | 東序二段17枚目 3–4       | 西序二段38枚目 6–1      | 東三段目73枚目 2–5          | 西三段目100枚目 4–3     | 東三段目81枚目 2–5          |
| 2011年 （平成23年） | 東序二段11枚目 4–3      | 八百長問題 により中止    | 東三段目91枚目 3–4      | 西三段目95枚目 4–3          | 西三段目73枚目 0–1–6    | 西序二段33枚目 6–1          |
| 2012年 （平成24年） | 東三段目68枚目 5–2      | 東三段目38枚目 2–5       | 東三段目68枚目 2–5      | 西三段目91枚目 5–2          | 東三段目60枚目 2–5      | 西三段目85枚目 5–2          |
| 2013年 （平成25年） | 西三段目51枚目 2–5      | 西三段目72枚目 4–3       | 東三段目54枚目 3–4      | 西三段目66枚目 3–4          | 東三段目83枚目 6–1      | 西三段目25枚目 4–3          |
| 2014年 （平成26年） | 西三段目14枚目 4–3      | 東三段目6枚目 2–5        | 西三段目35枚目 6–1      | 東幕下51枚目 2–5            | 東三段目13枚目 3–4      | 東三段目30枚目 3–4          |
| 2015年 （平成27年） | 西三段目47枚目 4–3      | 東三段目30枚目 6–1       | 東幕下48枚目 2–5        | 西三段目8枚目 5–2           | 西幕下46枚目 3–4        | 東幕下54枚目 1–6            |
| 2016年 （平成28年） | 東三段目27枚目 3–4      | 西三段目42枚目 5–2       | 西三段目16枚目 3–4      | 西三段目28枚目 2–5          | 西三段目53枚目 6–1      | 東三段目2枚目 5–2           |
| 2017年 （平成29年） | 西幕下40枚目 3–4        | 東幕下52枚目 2–5         | 東三段目16枚目 4–3      | 西三段目4枚目 4–3           | 東幕下54枚目 0–7        | 西三段目29枚目 2–5          |
| 2018年 （平成30年） | 東三段目58枚目 5–2      | 東三段目29枚目 5–2       | 東三段目4枚目 4–3       | 西幕下55枚目 3–4            | 東三段目9枚目 4–3       | 西幕下58枚目 4–3            |
| 2019年 （平成31年 /令和元年） | 西幕下50枚目 3–4        | 東幕下60枚目 2–5         | 西三段目13枚目 5–2      | 西幕下51枚目 4–3            | 東幕下44枚目 3–4        | 西幕下54枚目 4–3            |
| 2020年 （令和2年） | 西幕下45枚目 4–3        | 西幕下35枚目 2–5         | 感染症拡大 により中止   | 東幕下60枚目 4–3            | 東幕下49枚目 4–3        | 東幕下40枚目 3–4            |
| 2021年 （令和3年） | 西幕下50枚目 4–3        | 東幕下40枚目 3–4         | 東幕下47枚目 4–3        | 東幕下36枚目 4–3            | 東幕下30枚目 3–4        | 東幕下36枚目 4–3            |
| 2022年 （令和4年） | 西幕下28枚目 4–3        | 西幕下20枚目 3–4         | 西幕下25枚目 3–4        | 西幕下33枚目 3–4            | 東幕下43枚目 4–3        | 東幕下36枚目 3–4            |
| 2023年 （令和5年） | 東幕下49枚目 3–4        | 西三段目3枚目 4–3        | 東幕下54枚目 2–5        | 東三段目10枚目 4–3          | 西幕下60枚目 3–4        | 西三段目8枚目 4–3           |
| 2024年 （令和6年） | 東幕下58枚目 3–4        | 東三段目9枚目 引退 1–6–0 | x                       | x                           | x                       | x                           |
| 各欄の数字は、「勝ち-負け-休場」を示す。 優勝 引退 休場 十両 幕下 三賞：敢=敢闘賞、殊=殊勲賞、技=技能賞 その他：★=金星 番付階級：幕内 - 十両 - 幕下 - 三段目 - 序二段 - 序ノ口 幕内序列：横綱 - 大関 - 関脇 - 小結 - 前頭（「#数字」は各位内の序列） |                         |                          |                         |                             |                         |                             |

## 改名歴
- 勇大 勇（ゆうだい いさむ） 2005年3月場所 - 2010年7月場所
- 勇輝 瞬臣（ゆうき しゅんじ） 2010年9月場所 - 2024年3月場所